# Lauren Lappin
Lauren Lappin (Anaheim, 26 juin 1984 - ) est une joueuse de softball américaine. Durant les Jeux olympiques d'été de 2008, elle remporta une médaille d'argent avec l'équipe américaine de softball.